# Schoolorkest Bisschoppelijk College Broekhin

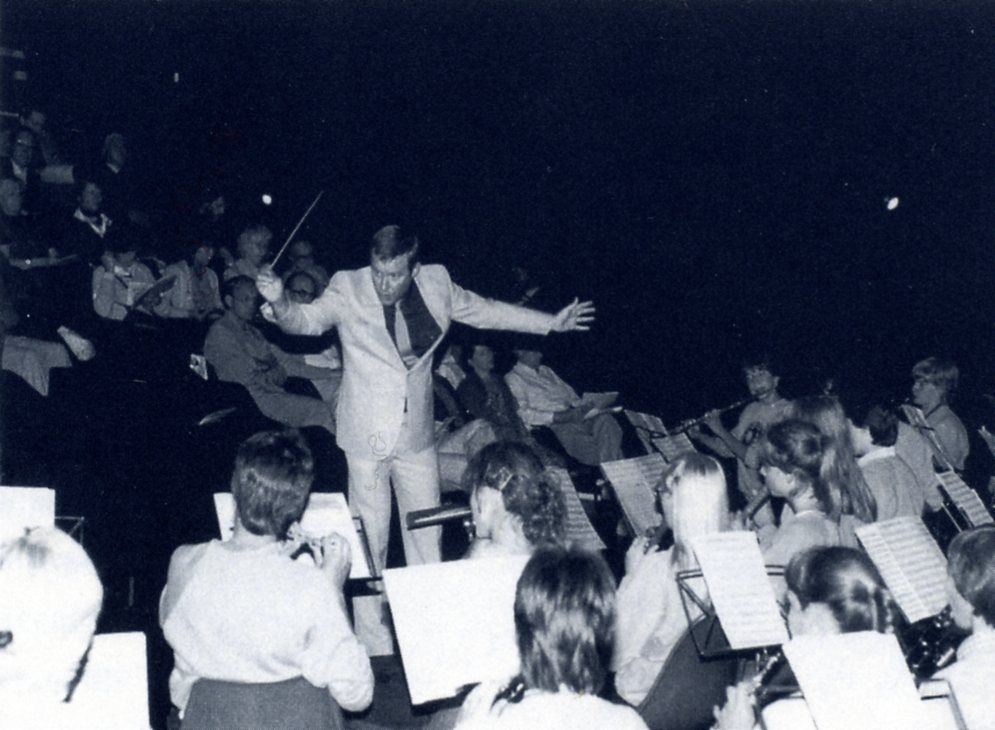
Schoolorkest B.C. Broekhin in Bristol, juli 1982.

Het schoolorkest van het Bisschoppelijk College Broekhin bestaat uit musicerende leerlingen van het Bisschoppelijk College Broekhin te Roermond en staat onder leiding van dirigent en docent muziek Rene Schrader. De instrumentale bezetting van het orkest wordt bepaald door het aanbod van de door de leerlingen bespeelde instrumenten. Zo kan het voorkomen dat de blaasinstrumentbezetting veel groter is dan het aantal strijkinstrumenten, anders dan bij bijvoorbeeld een symfonieorkest of een harmonieorkest. Het orkest treedt op tijdens feestelijke gelegenheden, diploma-uitreikingen, muziekavonden en open dagen. Daarnaast is het orkest in de regio actief met uitvoeringen buiten de school en worden er regelmatig concertreizen naar het buitenland gemaakt. Het repertoire bestaat uit makkelijk in het gehoorliggende muziek.

## Historie
Het schoolorkest van het Bisschoppelijk College Broekhin werd in de jaren zeventig van de twintigste eeuw opgericht door Hans Meeuws, destijds docent muziek aan het Bisschoppelijk College Broekhin te Roermond. Het orkest trad op tijdens de vele podiumproducties (musicals, klassieke muziekavonden) die op het Bisschoppelijk College Broekhin werden georganiseerd. Onder leiding van dirigent Hans Meeuws, die het zo'n dertig jaar leidde, maakte het schoolorkest concertreizen naar onder andere Engeland, Finland, Rusland (Sint-Petersburg), Oostenrijk, Frankrijk en Duitsland, meestal op uitnodiging van de ISME (International Society for Music Education), onderdeel van UNESCO. Na de pensionering van Hans Meeuws en diens vertrek als dirigent van het orkest, nam vakcollega en dirigent Rene Schrader de dirigeerstok over.
Het schoolorkest speelde werken van onder andere Carl Orff, Johan de Meij, Ennio Morricone, en Hans Meeuws. Gezien de blaasmuziektraditie van de Provincie Limburg, bestond de bezetting van het orkest hoofdzakelijk uit blaasinstrumenten, een enkel strijkinstrument en slagwerk.

## Einde schoolorkest
Met ingang van het schooljaar 2013 - 2014 is er definitief een einde gekomen aan het al jaren bestaande schoolorkest van Bisschoppelijk College Broekhin.